# 女子アナクッキング〜教えて!料理のアナとツボ〜
女子アナクッキング〜教えて!料理のアナとツボ〜（じょしあなくっきんぐ おしえてりょうりのあなとつぼ）は2006年10月6日から2007年3月30日までテレビ東京系列で放送されていた料理番組。

## 概要
2006年10月6日放送開始。放送時間は祝日を除く金曜日の11:35 - 12:00。テレビ東京の女子アナウンサーが月替わりで出演する。
身近なメニューを取り上げ、誰もが失敗に陥りやすい料理のアナと、おいしく作るためのツボを紹介する。
番組の進行としては、まず、アナウンサーが自分なりの方法で課題となる料理を作り、それに対して講師が採点し、講評をする。その後に改めて、講師がお手本となる作り方を伝授する。課題となる料理は毎回2メニューで、前半と後半でそれぞれ1メニューずつ紹介されるが、後半のメニューはお手本のみであることが多い。

## 出演者
- 講師
  - 高城順子（料理研究家）
- 以下はテレビ東京アナウンサー（当時を含む）。
  - 大橋未歩（2006年10月6日 - 2006年10月27日）
  - 大竹佐知（2006年11月10日 - 2006年12月1日）
  - 大江麻理子（2006年12月8日 - 2007年1月5日）
  - 松丸友紀（2007年1月12日 - 2007年2月2日）
  - 亀井京子（2007年2月9日 - 2007年3月2日）
  - 滝井礼乃（2007年3月9日 - 2007年3月30日）

## ネット局

### 同時ネット
- テレビ東京（制作局）
- テレビ北海道
- テレビ愛知
- テレビ大阪
- テレビせとうち
- TVQ九州放送

### 時差ネット
- 日経CNBC（土曜18:00 - 18:25。日曜23:45 - 24:10にリピート放送。本放送より3ヶ月遅れ）
- 食&健康バラエティ★フーディーズTV

### インターネット配信
- DOGATCH（毎週火曜日更新。本放送より5ヶ月遅れ）

## スタッフ
- 構成・演出・プロデューサー：本多克起
- プロデューサー：越山進（テレビ東京）
- 製作：テレビ東京、日経映像

## 関連著書
日経BP社より
- 女子アナクッキング 教えて!料理のアナとツボvol.1 ISBN 4-8222-3209-3
- 女子アナクッキング 教えて!料理のアナとツボvol.2 ISBN 4-8222-3215-8
- 女子アナクッキング 教えて!料理のアナとツボvol.3 ISBN 4-8222-3216-6

## DVD
2008年9月24日に2巻同時に発売された。
番組で放送された中から厳選した各5本分を収録。映像内のBGMが本放送時から若干変更されている。
映像特典として、2008年度に入社した相内優香と秋元玲奈の各アナウンサーによる「先輩アナへの愛情弁当」を各巻に収録。
- 販売:ソニー・ピクチャーズ エンタテインメント
- 発売:メディアネット ピクチャーズ